# Johna Fontaine
Johna Nely Nûnez Fontaine (* 16. Dezember 2000) ist eine ehemalige deutsch-kubanische Kinderdarstellerin.
Fontaine spielte in der Kinder- und Jugendserie Schloss Einstein  von Folge 742 bis Folge 870 die Rolle der Daphne Leandros. Für die Serie Schloss Einstein ist Fontaine von ihrer Heimatstadt Rathenow nach Erfurt gezogen. 
Im Kurzspielfilm  ... und einer zeichnet die Realität übernahm sie 2014 die Hauptrolle der Maggie. Im Theaterstück Aladin und die Wunderlampe verkörperte sie 2016 die Tochter des Sultans im Theater Lichtblick in Rathenow.
Seit Oktober 2018 studiert Fontaine Publizistik und Kommunikationswissenschaft an der Freien Universität Berlin.

## Filmografie
- 2013–2017: Schloss Einstein (Fernsehserie; als Daphne Leandros)
- 2014: … und einer zeichnet die Realität (Kurzspielfilm)